# Article 18 de la Constitution de la Cinquième République française
Article 17 Article 19
L’article 18 de la Constitution de la Ve République est un article de la Constitution française du 4 octobre 1958 qui précise les modalités de message du président de la République aux deux assemblées du Parlement.

## Origines

### Constitution de1791
Le droit de message du chef de l'État à l'assemblée existe en France dès la première constitution du 3 septembre 1791. Le roi a la possibilité de faire lire un message devant l'Assemblée nationale législative.

### IIeRépublique: discours annuel
Dans la Constitution du 4 novembre 1848 (régissant la IIe République), l'article 52 dispose que le président doit prononcer annuellement un discours devant l'Assemblée nationale législative, qui était l'unique assemblée parlementaire, pour « l'exposé de l'état général des affaires de la République ». Louis-Napoléon Bonaparte a ainsi prononcé trois discours, en 1849, 1850 et 1851 avant l'instauration du Second Empire.

### IIIeetIVeRépubliques: lecture d'un message
Au début de la IIIe République, la loi de Broglie, votée le 13 mars 1873 interdit la présence du président de la République devant le Parlement, et réduit son intervention à la possibilité de faire lire des messages par le président d'une assemblée. Cette contrainte, appelée « cérémonial chinois », visait à sanctionner le tournant politique de Thiers, élu par la majorité monarchiste au Parlement mais qui s'était tourné vers le républicanisme.
Ces dispositions ont été reprises par la loi constitutionnelle du 16 juillet 1875 sur les rapports des pouvoirs publics (article 6), puis sous la IVe République par la Constitution du 27 octobre 1946 (article 37).

## Rédactions successives de l'article 18

### Lecture d'un message uniquement à l'origine
Les dispositions de la IIIe et de la IVe République ont été reprises sous la Ve République par l'article 18 de la Constitution du 4 octobre 1958. Sous ces différentes républiques, le président de la République — jusqu'à la modification de 2008 lui permettant de s'adresser aux deux assemblées réunies en congrès — n'a pas accès aux chambres. Mais cette constitution précise, contrairement aux deux précédentes, que la lecture est prévue dans les deux chambres, et pas uniquement à l'Assemblée nationale.

« Le Président de la République communique avec les deux Assemblées du Parlement par des messages qu'il fait lire et qui ne donnent lieu à aucun débat.
Hors session, le Parlement est réuni spécialement à cet effet. »

— Article 18 de la Constitution du 4 octobre 1958 en vigueur du 5 octobre 1958 au 25 juillet 2008

### Possibilité de discours devant le Congrès depuis 2008
La révision constitutionnelle du 23 juillet 2008 a modifié l'article 18 pour donner au président la possibilité de venir s'exprimer de vive voix devant le Parlement réuni en congrès. Cette modification avait été suggérée précédemment par Charles de Gaulle et Valéry Giscard d'Estaing.

« Le Président de la République communique avec les deux Assemblées du Parlement par des messages qu'il fait lire et qui ne donnent lieu à aucun débat.
Il peut prendre la parole devant le Parlement réuni à cet effet en Congrès. Sa déclaration peut donner lieu, hors sa présence, à un débat qui ne fait l'objet d'aucun vote. 
Hors session, les assemblées parlementaires sont réunies spécialement à cet effet. »

— Article 18 de la Constitution du 4 octobre 1958 en vigueur depuis le 25 juillet 2008

## Pratique
Sous la Ve République, la lecture d'un message du président s'est produite à 23 reprises, dont 19 sous la forme d'un message écrit et 5 sous la forme d'une prise de parole devant le congrès. Pour un certain nombre d'entre eux, ils interviennent dans un contexte de crise et placent le débat sur le terrain des valeurs républicaines. Il est aussi fréquent pour un président de s’adresser au Parlement après son élection, Cette pratique s'observait sous les IIIe et IVe Républiques, jusqu’à, sous une forme différente, Emmanuel Macron. Il se pose alors la question de l’articulation avec la déclaration de politique générale, où le Premier ministre peut engager la responsabilité du Gouvernement devant l'Assemblée nationale selon l'article 49 de la Constitution.
Après la révision constitutionnelle de 2008, le message écrit n'est plus employé jusqu'en février 2022 où, à la suite de l'invasion de l'Ukraine par la Russie, Emmanuel Macron, face à l'urgence, a préféré cette solution plus rapide.
En cas de discours devant le Congrès, les deux chambres du Parlement se réunissent au château de Versailles, dans la salle du Congrès.
| Date             | Président                | Objet                                                                         | Forme   |
| ---------------- | ------------------------ | ----------------------------------------------------------------------------- | ------- |
| 15 janvier 1959  | Charles de Gaulle        | Début du premier mandat présidentiel                                          | Écrit   |
| 25 avril 1961    | Charles de Gaulle        | Pouvoirs exceptionnels après le putsch des généraux                           | Écrit   |
| 20 mars 1962     | Charles de Gaulle        | Accords d'Évian et référendum sur l'indépendance de l'Algérie                 | Écrit   |
| 2 octobre 1962   | Charles de Gaulle        | Référendum sur l'élection au suffrage universel du président de la République | Écrit   |
| 11 décembre 1962 | Charles de Gaulle        | Ouverture de la IIe législature                                               | Écrit   |
| 25 juin 1969     | Georges Pompidou         | Début du mandat présidentiel                                                  | Écrit   |
| 5 avril 1972     | Georges Pompidou         | Référendum sur l'élargissement des Communautés européennes                    | Écrit   |
| 3 avril 1973     | Georges Pompidou         | Ouverture de la Ve législature                                                | Écrit   |
| 30 mai 1974      | Valéry Giscard d'Estaing | Début du mandat présidentiel                                                  | Écrit   |
| 8 juillet 1981   | François Mitterrand      | Début du premier mandat présidentiel                                          | Écrit   |
| 8 avril 1986     | François Mitterrand      | Ouverture de la VIIIe législature (première cohabitation)                     | Écrit   |
| 25 juin 1986     | François Mitterrand      | Centenaire de la naissance de Robert Schuman                                  | Écrit   |
| 26 octobre 1988  | François Mitterrand      | Référendum sur l'autodétermination de la Nouvelle-Calédonie                   | Écrit   |
| 27 août 1990     | François Mitterrand      | Guerre du Golfe                                                               | Écrit   |
| 16 janvier 1991  | François Mitterrand      | Engagement des forces militaires de la France dans la guerre du Golfe         | Écrit   |
| 19 mai 1995      | Jacques Chirac           | Début du premier mandat présidentiel                                          | Écrit   |
| 2 mars 1999      | Jacques Chirac           | Ouverture du débat sur la ratification du traité d'Amsterdam                  | Écrit   |
| 2 juillet 2002   | Jacques Chirac           | Début du second mandat présidentiel et ouverture de la XIIe législature       | Écrit   |
| 22 juin 2009     | Nicolas Sarkozy          | Politique générale                                                            | Congrès |
| 16 novembre 2015 | François Hollande        | Attentats du 13 novembre                                                      | Congrès |
| 3 juillet 2017   | Emmanuel Macron          | Début du premier mandat présidentiel                                          | Congrès |
| 9 juillet 2018   | Emmanuel Macron          | Politique générale                                                            | Congrès |
| 25 février 2022  | Emmanuel Macron          | Invasion de l'Ukraine par la Russie                                           | Écrit   |

### Courrier
Le président Nicolas Sarkozy ayant envoyé le 26 juillet 2011 un courrier à chaque parlementaire français, cette initiative a été jugée contraire à la Constitution par le député Henri Emmanuelli, au motif que l'article 18 définirait de manière limitative les procédures par lesquelles le président peut s'adresser aux parlementaires. La position des constitutionnalistes varie sur cette question : Guy Carcassonne estime que ce courrier n'est pas conforme à la Constitution, tandis que Didier Maus « ne voi[t] pas ce qui lui interdit formellement d'écrire aux parlementaires ». Le président de l'Assemblée nationale, Bernard Accoyer, a quant à lui considéré que rien n'interdisait au président de s'adresser, comme il l'entend, à chacun des parlementaires.